# Hofmeister (Familienname)
Hofmeister ist ein deutscher Familienname.

## Namensträger
- Adolf Hofmeister (Historiker) (1849–1904), deutscher Historiker und Bibliothekar
- Adolf Hofmeister (1883–1956), deutscher Historiker und Hochschullehrer
- Adolf E. Hofmeister (* 1943), deutscher Historiker und Archivar
- Adolph Moritz Hofmeister (1802–1870), deutscher Verleger
- Andreas Hofmeister (* 1980), deutscher Politiker
- Anna Sachse-Hofmeister (1850–1904), österreichische Opernsängerin
- Barbara Hofmeister (* 1954), deutsche Schwimmerin
- Bernhardt Brand-Hofmeister (* 1983), deutscher Kirchenmusiker, Konzertorganist, Komponist und zertifizierter Orgelsachverständiger
- Burkhard Hofmeister (1931–2025), deutscher Geograph
- Carl Ludwig Hofmeister (1790–1843), Maler von Wiener „Bilderuhren“
- Carlos Hofmeister (1909–nach 1936), argentinischer Sprinter
- Christian Hofmeister (* 1960), deutscher Fußballspieler
- Christine Hofmeister (* 1951), österreichische Europaaktivistin und Buchautorin
- Corbinian Hofmeister (1891–1966), deutscher Benediktinerabt von Kloster Metten sowie Widerstandskämpfer gegen den Nationalsozialismus
- Dennis Hofmeister (* 2004), deutscher Nachwuchsschauspieler
- Eugen Hofmeister (1843–1930), deutscher Maler
- Franz Hofmeister (1850–1922), deutscher Arzt, Physiologe, Chemiker und Pharmakologe
- Franz-Peter Hofmeister (* 1951), deutscher Leichtathlet
- Franz von Hofmeister (1867–1926), deutscher Chirurg und Hochschullehrer
- Friedrich Hofmeister (1782–1864), deutscher Verleger
- Fritz Hofmeister (Architekt) (1869–1941), deutscher Architekt
- Fritz Hofmeister (Politiker) (1893–1945), deutscher Politiker (NSDAP)
- Gerd Hofmeister (* 1938), deutscher Mathematiker
- Hans Hofmeister († 1544), Konventuale des Klosters St. Ulrich in Augsburg und Bibliothekar des Klosters St. Gallen
- Heather Hofmeister (* 1972), deutsch-amerikanische Soziologin
- Heimo Hofmeister (* 1940), österreichischer Philosoph und Hochschullehrer
- Heinrich Hofmeister (* 1934), deutscher Biologe
- Herbert Hofmeister (1945–1994), österreichischer Rechtshistoriker
- Hermann Hofmeister (1878–1936), deutscher Historiker und Archäologe
- Jonathan Hofmeister (* 1992), deutscher Jazzmusiker
- Josef Hofmeister (Politiker) (1928–2017), deutscher Politiker (CSU)
- Josef Hofmeister (Fußballspieler) (* 1946), deutscher Fußballspieler
- Josef Hofmeister (Motorsportler) (* 1934), deutscher Motorradrennsportler
- Karl Hofmeister (1886–1972), deutscher Verwaltungsjurist
- Karl Hofmeister (Fußballspieler) (* 1947), österreichischer Fußballspieler und Bürgermeister
- Lilian Hofmeister (* 1950), österreichische Juristin und Richterin
- Ludwig Hofmeister (1887–1959), deutscher Fußballspieler
- Ludwig Heinrich Melchior Hofmeister (1805–1885), deutscher Geheimer Regierungsrat
- Marc Hofmeister (* 1978), deutscher Filmeditor
- Max Hofmeister (1913–2000), österreichischer Fußballspieler
- Michael Hofmeister (1957–2013), deutscher Mathematiker und Hochschullehrer
- Oskar Hofmeister (1871–1937), deutscher Fotograf, siehe Gebrüder Hofmeister
- Paul Hofmeister (1875–1957), württembergischer Oberamtmann
- Philipp Hofmeister (Theologe) (1888–1969), deutscher Priester und Kirchenrechtler
- Philipp Hofmeister (* 1981), deutscher Sportreporter
- Ramona Hofmeister (* 1996), deutsche Snowboarderin
- Rudolf Hofmeister (um 1375–1451), Meier des Bischofs von Basel und Schultheiss von Bern
- Rudolf Heinrich Hofmeister (1814–1887), Schweizer Physiker und Meteorologe
- Sandra Hofmeister (* 1970), deutsche Architekturkritikerin, Publizistin, Autorin, Moderatorin und Hochschullehrerin
- Schlomo Hofmeister (* 1975), Gemeinderabbiner der Israelitischen Kultusgemeinde Wien
- Sebastian Hofmeister (1494–1533), Schweizer Reformator
- Theodor Hofmeister (1868–1943), deutscher Fotograf, siehe Gebrüder Hofmeister
- Werner Hofmeister (1902–1984), deutscher Politiker
- Werner Hofmeister (Künstler) (* 1951), österreichischer Künstler
- Wernfried Hofmeister (* 1956), österreichischer germanistischer Mediävist
- Wilhelm Hofmeister (1824–1877), deutscher Botaniker
- Wilhelm Hofmeister (Fahrzeugdesigner) (1912–1978), deutscher Automobildesigner
- Willy Hofmeister, deutscher Rugbyspieler, Olympiateilnehmer 1900